# Kwas erukowy
Kwas erukowy – organiczny związek chemiczny, jednonienasycony kwas tłuszczowy omega-9, występuje w rzepaku i gorczycy. Izomer trans kwasu erukowego znany jest jako kwas brasydynowy.
Badania na zwierzętach wykazały toksyczny charakter kwasu erukowego, powodujący stłuszczenie narządów miąższowych i uszkodzenie mięśnia sercowego. Blokuje on w sercu mitochondrialny system enzymatyczny utleniania kwasów tłuszczowych. Obecnie dostępny w sprzedaży olej rzepakowy jest uzyskiwany z uszlachetnionej, tzw. niskoerukowej odmiany rzepaku, gdzie zawartość tego kwasu w oleju jest bardzo niska (nawet poniżej 2%). Tradycyjny olej rzepakowy zawiera do 50% kwasu erukowego.